# Dva prokurora
Dva prokurora (Два прокурора; Engels: Two Prosecutors) is een internationale historische dramafilm uit 2025, geschreven en geregisseerd door Sergei Loznitsa en gebaseerd op de gelijknamige roman van Georgi Demidov.

## Verhaal
In 1937 stuit een jonge Sovjet officier van justitie op een brief van een gevangene. In de veronderstelling dat de man het slachtoffer is van corruptie binnen de NKVD, probeert hij gerechtigheid te verkrijgen bij de procureur-generaal.

## Rolverdeling
| Acteur                | Personage |
| --------------------- | --------- |
| Aleksander Kouznetsov | Kornev    |
| Aleksander Filippenko | Stepniak  |
| Anatoli Bely          | Vishinski |
| Andris Keišs          |           |

## Productie
De film wordt geproduceerd door het Franse bedrijf SBS Productions (producent Kevin Chneiweiss), het Nederlandse bedrijf Atoms & Void, het Duitse bedrijf LOOKSFilm, het Letse bedrijf White Picture, het Roemeense bedrijf Avanpost media en de Litouwse Studio Uljana Kim. Het project werd financieel ondersteund door onder meer Aide aux Cinémas du Monde (CNC/Institut français), de Frans-Duitse Steuncommissie (steun voor filmprojecten: 185.000 euro), de Mitteldeutsche Medienförderung (steun voor filmproductie: 180.000 euro), het Medienboard Berlin-Brandenburg (120.000 euro) en het Nederlands Filmfonds (200.000 euro).

### Filmopnames
De filmopnames gingen door in oktober 2024 in Riga, Letland. Cameraman is de Roemeen Oleg Mutu, die eerder al met Loznitsa samenwerkte aan de speelfilms Krotkaja (2017) en Donbass (2018).

## Release
Dva prokurora ging op 14 mei 2025 in première op het Filmfestival van Cannes in de competitie voor de Gouden Palm.

## Prijzen en nominaties
De belangrijkste:
| Jaar | Prijs                   | Categorie   | Genomineerde(n) | Uitslag     |
| ---- | ----------------------- | ----------- | --------------- | ----------- |
| 2025 | Filmfestival van Cannes | Gouden Palm | Sergei Loznitsa | Genomineerd |